# Dagmar Fuhrmann
Dagmar Fuhrmann, geb. Jost, (* 6. April 1954 in Frankfurt-Höchst) ist eine ehemalige deutsche Sprinterin, die sich auf den 400-Meter-Lauf spezialisiert hatte.
Bei den Halleneuropameisterschaften 1973 in Rotterdam gewann sie mit der bundesdeutschen Mannschaft Gold in der 4-mal-360-Meter-Staffel, und bei den Europameisterschaften 1974 in Rom belegte sie mit der bundesdeutschen Stafette den fünften Platz in der 4-mal-400-Meter-Staffel.
1976 erreichte sie bei den Olympischen Spielen in Montreal im Einzelwettbewerb das Viertelfinale und kam in der Staffel erneut auf den fünften Platz.
Bei den Europameisterschaften 1978 in Prag schied sie über 400 Meter im Zwischenlauf aus.
1977 wurde sie Deutsche Meisterin, 1976 Deutsche Vizemeisterin. In der Halle holte sie 1978 den Deutschen Meistertitel und wurde 1976 sowie 1977 Vizemeisterin.
Dagmar Fuhrmann startete ab 1976 für die LG Frankfurt, zuvor für die TG Bad Homburg.

## Persönliche Bestzeiten
- 100 m: 11,92 s, 28. Mai 1978, Berlin (handgestoppt: 11,5 s, 26. Juni 1976, Frankfurt am Main)
- 200 m: 23,52 s, 15. Juli 1978, Ingelheim am Rhein
- 400 m: 51,51 s, 20. August 1976, Berlin